# The Toxic Avenger Part II
(Big Mac Bunko)
The Toxic Avenger Part II (trad. lett. Il Vendicatore Tossico 2) è un film del 1989, diretto da Lloyd Kaufman e Michael Herz, prodotto dalla Troma.
È il primo sequel di The Toxic Avenger. Co-diretto ancora una volta da Kaufman e Herz, fu girato con un budget superiore rispetto all'originale (2.300.000 dollari contro i 500.000 del primo). Dato che la mole del girato era molta, i registi fecero confluire alcune riprese nella terza parte della saga, The Toxic Avenger Part III, girato sempre nel 1989.

## Trama
Dopo che Toxic Avenger (John Altamura) ha eliminato il crimine, a Tromaville i cittadini danzano e cantano per le strade e regna un'atmosfera di felicità, onestà e pace. Toxic vive insieme alla fidanzata cieca Claire (Phoebe Legere) e attraversa un periodo di depressione, poiché l'assenza del Male lo obbliga a un periodo di disoccupazione.
Il periodo di inattività di Toxic finisce presto. A Tromaville arriva infatti la Apocalypse Inc., una multinazionale comandata da dei gangster che vogliono costruire una grande discarica di rifiuti tossici. Per far questo in tutta tranquillità, i dirigenti convincono Toxic a recarsi in Giappone, facendogli credere che lì si trova suo padre.
Toxic così intraprende un viaggio in windsurf ed approda a Tokyo, dove il suo aspetto mostruoso mette ovviamente in fuga chiunque lo incontri. Toxic salva da uno stupro una ragazza giapponese di nome Masami (Mayako Katsuragi) e i due iniziano a fare amicizia. Masami lo porta così ad incontrare quello che Toxic pensa essere suo padre, ma in realtà è un pericoloso boss di nome Big Mac Bunko (Rikiya Yasuoka), che è d'accordo con i vertici dell'Apocalypse Inc. e tenta di eliminarlo.
Toxic smaschera Big Mac Bunko grazie ai suoi Tromatons (delle cellule che gli fanno riconoscere subito il Male), ma deve affrontare un barattolo contenente i pericolosi Anti-Tromatons che, se gettati sul suo corpo, lo priverebbero dei suoi superpoteri. Toxic riesce ad eliminare Big Mac Bunko, dopo aver affrontato vari nemici, quindi lascia il Giappone scoraggiato e deluso per non aver potuto conoscere il suo vero padre, e adirato per essere stato preso in giro dalla Apocalypse Inc.
Tornato, sempre in windsurf, a Tromaville, Toxic trova la città preda dei killer della Apocalypse Inc., che maltrattano i cittadini e uccidono senza pietà chi osa ribellarsi. Toxic è costretto a lottare con un nutrito gruppo di killer prima di riportare la pace a Tromaville.
Inoltre Toxic riesce finalmente a conoscere il suo vero padre. Si chiama Big Mac Junko (Jack Cooper) ed è un uomo tranquillo e pacifico. La famiglia di Toxic così si ritrova unita e la pace ritorna a Tromaville.

## Produzione
Il film è costato circa 2.300.000 dollari ed è stato girato a Croton-on-Hudson, Montrose, Peekskill, New York e a Tokyo in Giappone.

### Cast
Durante le riprese John Altamura, l'attore che aveva interpretato Toxic Avenger nel primo film, fu licenziato e fu sostituito da Ron Fazio, che recitava nei panni di un dirigente della Apocalypse Inc. ma era anche la controfigura di Altamura per i campi lunghi. Le scene interpretate da Altamura furono comunque conservate nel film, e nei titoli apparirono entrambi i nomi degli attori.

## Collegamenti ad altre pellicole
- Quando la Apocalyse Inc. si impossessa di Tromaville, approfittando dell'assenza di Toxic Avenger, i cinema proiettano ripetutamente Apocalypse Now, di Francis Ford Coppola.
- Quando Toxic Avenger arriva a Tokyo, emerge dalle acque definendo la sua apparizione «alla Godzilla», riferimento al mostro giapponese apparso in una celebre serie di film.
- In Tromeo and Juliet, diretto da Lloyd Kaufman nel 1996, è visibile nella stanza di Tromeo il poster del film.

## Slogan promozionali
- «The first superhero from New Jersey is back!»
«Il primo supereroe dal New Jersey è tornato!»

## Home Video
L'unica versione uncut del film è una VHS giapponese. Anche la versione in DVD definita Director's Cut contiene alcuni tagli.